# 金川镇 (宁陕县)
金川镇，是中华人民共和国陕西省安康市宁陕县下辖的一个乡镇级行政单位。

## 行政区划
金川镇下辖以下地区：
黄金村、老庄村、洵河村、小川村、六里村和兴隆村。